# Bellamont House
Bellamont House (nogle gange Bellamont Forest) er et georgiansk gods i palladiansk stil, der ligger på en 1000 acre stor ejendom i Cootehill, County Cavan, Irland. Huset stod færdigt i 1730 og blev opført til Judge Thomas Coote og blev sandsynligvis tegnet af hans nevø, arkitekten Edward Lovett Pearce.
Det bliver betragtet som et af de fineste eksempler på palladiansk arkitektur i Irland. Oprindeligt blev det modelleret over renæssancebygningen Villa La Rotonda i Vicenza, Italien.